# Філософська повість
Філосо́фська по́вість — різновид повісті, що набув особливої популярності в добу просвітництва. Її основою є філософське осмислення світу й місця людини в цьому світі.
Персонажі повісті — носії певних філософських ідей, які й зумовлюють їхню поведінку та характеристику. Тож у філософській повісті головними героями є певні філософські ідеї, саме їхній розвиток зумовлює логіку розвитку подій. Так, у філософській повісті Вольтера «Простак» провідною є ідея «природної людини» та її конфлікту з «цивілізованим» суспільством. Тож суперечка в Бастилії відбувається не між Геркулесом де Керкабоном та Гордоном, а між філософськими ідеями Вольтера і Руссо.